# Hypanthidium duckei
Hypanthidium duckei är en biart som beskrevs av Urban 1997. Hypanthidium duckei ingår i släktet Hypanthidium och familjen buksamlarbin. Inga underarter finns listade i Catalogue of Life.